# 先生、、、どこにいるんですか? 〜会って、どうしても感謝の言葉を伝えたい。〜
『先生、、、どこにいるんですか? 〜会って、どうしても感謝の言葉を伝えたい。〜』（せんせい、、、どこにいるんですか？ あって、どうしてもかんしゃのことばをつたえたい）は、テレビ東京系列で2019年10月4日から2020年1月24日まで放送されたバラエティ番組。全10回。
2019年7月26日に放送された特別番組『先生、、、生きてますか? 〜会って、どうしても感謝の言葉を伝えたい。〜』（せんせい、いきてますか? あって、どうしてもかんしゃのことばをつたえたい）をレギュラー化した上で放送することが決定された。

## 概要
番組内容は、お世話になった先生にもう一度会うことを依頼し、直接会ったうえで感謝を伝えていく。
当初は有名人が恩師に会ってお礼がしたいという内容だったが、その後は一般視聴者による応募も受け付けるようになり、一般視聴者が恩師に会って感謝を伝える企画も放送されている。
『週刊文春』（2020年1月16日号）に当番組が2020年3月末をもって放送を終了すると報じられたが、実際には約2か月早い2020年1月24日放送分をもってレギュラー放送開始から約4か月での打ち切りとなった。開始当初の10月は休止がなかったものの、11月以降はスポーツ中継などで多く休止されたうえ、最終回とされた1月24日放送回は年末年始特番のために前年12月13日放送回以来1か月ぶりの放送となり、結果として4か月間にその半分強の10回しか放送されなかった。
最終回は18:40 - 19:00に在京民放キー局5社共同制作番組『東京オリンピックまで半年!民放同時放送 一緒にやろう2020大発表スペシャル』を放送のため、5分繰り下げ・短縮の19:00 - 19:56にて放送された。

## 出演者（MC）
- ユースケ・サンタマリア[1]
- 南海キャンディーズ（山里亮太、山崎静代）[1]

## 放送局
| 放送対象地域   | 放送局                | 系列                          | 放送期間                                      | 放送日時                              | ネット状況 |
| -------------- | --------------------- | ----------------------------- | --------------------------------------------- | ------------------------------------- | ---------- |
| 関東広域圏     | テレビ東京（TX）      | テレビ東京系列                | 2019年10月4日 - 2020年1月24日                 | 金曜 18:55 - 19:56                    | 制作局     |
| 北海道         | テレビ北海道（TVh）   | テレビ東京系列                | 2019年10月4日 - 2020年1月24日                 | 金曜 18:55 - 19:56                    | 同時ネット |
| 愛知県         | テレビ愛知（TVA）     | テレビ東京系列                | 2019年10月4日 - 2020年1月24日                 | 金曜 18:55 - 19:56                    | 同時ネット |
| 大阪府         | テレビ大阪（TVO）     | テレビ東京系列                | 2019年10月4日 - 2020年1月24日                 | 金曜 18:55 - 19:56                    | 同時ネット |
| 岡山県・香川県 | テレビせとうち（TSC） | テレビ東京系列                | 2019年10月4日 - 2020年1月24日                 | 金曜 18:55 - 19:56                    | 同時ネット |
| 福岡県         | TVQ九州放送（TVQ）    | テレビ東京系列                | 2019年10月4日 - 2020年1月24日                 | 金曜 18:55 - 19:56                    | 同時ネット |
| 滋賀県         | びわ湖放送（BBC）     | 独立局                        | 2019年10月4日 - 2020年1月24日                 | 金曜 18:55 - 19:56                    | 同時ネット |
| 奈良県         | 奈良テレビ（TVN）     | 独立局                        | 2019年10月4日 - 2020年1月24日                 | 金曜 18:55 - 19:56                    | 同時ネット |
| 広島県         | 中国放送（RCC）       | TBS系列                       | 2019年10月22日 2019年10月29日 - 2020年2月18日 | 火曜 14:00 - 15:00 火曜 14:05 - 15:00 | 遅れネット |
| 大分県         | テレビ大分（TOS）     | 日本テレビ系列 フジテレビ系列 | 2019年10月29日 - 2020年2月18日                | 火曜 9:50 - 10:50                     | 遅れネット |
| 鳥取県・島根県 | 山陰放送（BSS）       | TBS系列                       | 2019年10月29日 -                              | 火曜 15:54 - 16:50                    | 遅れネット |
| 鹿児島県       | 南日本放送（MBC）     | TBS系列                       | 2019年11月2日 -                               | 土曜 13:00 - 13:54                    | 遅れネット |
| 熊本県         | 熊本県民テレビ（KKT） | 日本テレビ系列                | 2019年11月2日 - 2020年2月22日                 | 土曜 13:30 - 14:30                    | 遅れネット |
| 新潟県         | 新潟テレビ21（UX）    | テレビ朝日系列                | 2019年11月2日 - 2020年2月22日                 | 土曜の午後に不定期放送                | 遅れネット |
| 福島県         | 福島中央テレビ（FCT） | 日本テレビ系列                | 2019年11月4日 - 2020年2月17日                 | 月曜 10:25 - 11:25                    | 遅れネット |
| 静岡県         | 静岡放送（SBS）       | TBS系列                       | 2019年11月4日 -                               | 月曜 23:58 - 火曜 0:57                | 遅れネット |
| 長崎県         | 長崎放送（NBC）       | TBS系列                       | 2019年11月5日 - 2020年2月18日                 | 火曜深夜                              | 遅れネット |
| 富山県         | 富山テレビ（BBT）     | フジテレビ系列                | 2019年11月6日 - 2020年2月26日                 | 水曜 15:30 - 16:25                    | 遅れネット |
| 和歌山県       | テレビ和歌山（WTV）   | 独立局                        | 2019年11月21日 - 2020年2月20日                | 木曜 19:00 - 19:53                    | 遅れネット |
| 沖縄県         | 琉球放送（RBC）       | TBS系列                       | 2020年1月10日 - 3月27日                       | 金曜 14:50 - 15:49                    | 遅れネット |
| 福井県         | 福井テレビ（FTB）     | フジテレビ系列                | 2020年2月22日 -                               | 土曜 15:00 - 15:55                    | 遅れネット |

## スタッフ
- ナレーター：キートン山田、一龍斎貞友
- 構成：松田敬三、村松浩介、山下直美
- リサーチ：フルタイム、SCOPE

スタジオ技術
- TD：田中圭介、吉田健吾、井村司【週替り】
- CAM：千明裕史、長尾一輝、藤本茂樹、小島正也、高橋駿介、木塚裕紀、石井淳一郎、徳織雅彦、藤村太史、松本綾佳、岩堀克典、小山英之、友部宜輝【週替り】
- VE：田尾温子、中野鉄平、辻源之、小出一貴、中尾鉄平、花里英寿、當麻勇輝【週替り】
- 照明：小堀雄大【毎週】、藤谷直之、山崎清美、爺美希子、大橋知絵、高橋有貴、日下園【週替り】
- 音声：佐藤達也【毎週】、星川真視、木崎夏子、中来田勲、田村真紀、本田宏文、陽辣薬【週替り】

ロケ技術
- CAM：松岡周錫、縄誠幸、溝尻明、中岡卓也、高領篤哉、野崎誠弘、後藤弘幸、金子徹【週替り】
- 音声・VE：大原貴志、丸山淳、好井達彦、永沼咲優、霜崎愛実、小笹直樹、水野秀樹、霜崎愛実、賓田真沙美【週替り】
- 技術協力：港家【毎週】、テクノマックス、エムズプロ、東洋放映、トラッド、テレビ東京アート【週替り】
- 美術プロデューサー：薬王寺哲朗
- 美術デザイン：小野清菜
- 美術進行：政所美咲
- 大道具：大蔵郁弥
- 小道具：館直樹
- 車両：アイベックス【毎週】、植田観光ロケーションサービス、ウイズ・ユー、城南交通【週替り】
- 編集：井上達生（すたじおましゅ）
- MA：八嶋未菜（すたじおいろは）
- メイク：山田かつら
- 音効：飯塚優也（アッパーアローズ）
- CG：永井秀実
- 番宣：関口沙恵、筒井理恵（テレビ東京）
- デスク：後藤由枝（テレビ東京）
- AP：竹内美佳・遠藤充子（テレビ東京）、近藤成美【毎週】、伊藤宏之【週替り】
- AD：田摩さらい、木村智寛、古賀郁乃、松浦和泉【毎週】、阿部稜司、志村翔平【週替り】
- ディレクター：小宮弘之【毎週】、武藤哲典（PROTX）、工藤和彦、太田和騎、木塚圭司（PROTX）、弦巻陽平（hu）、井上康紀【週替り】
- 演出：内田拓志（hu）、矢部宏光（PROTX）
- プロデューサー：角田康治（テレビ東京）【毎週】、藤掛匡史・祖山聡（PROTX）、岩花太郎【週替り】
- チーフプロデューサー：伊藤隆行（テレビ東京）
- 制作協力：hu、PROTX
- 制作著作：テレビ東京